# Astrid Lulling

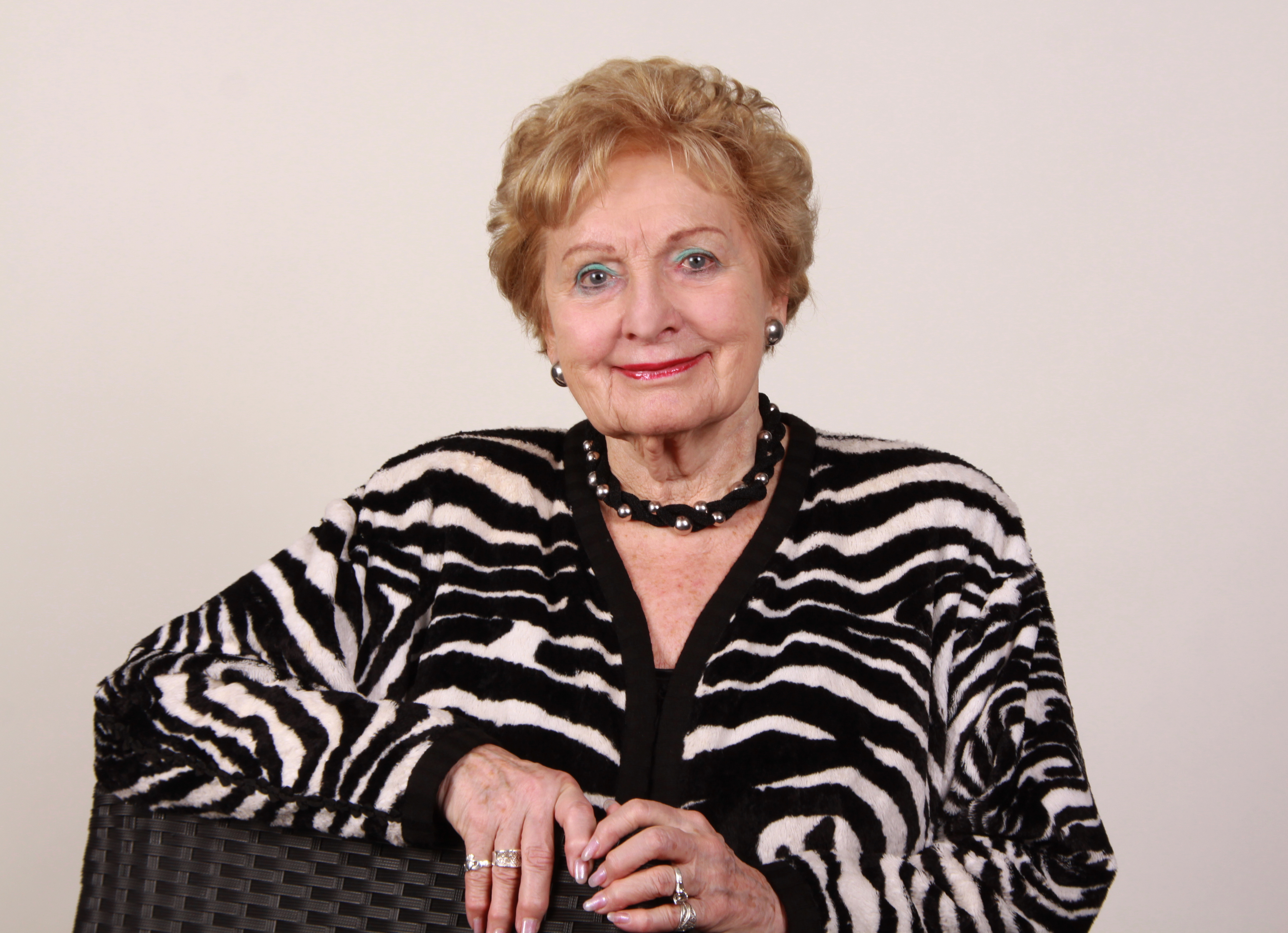
Astrid Lulling

Astrid Lulling (ur. 11 czerwca 1929 w Schifflange) – luksemburska polityk, wieloletnia posłanka do Parlamentu Europejskiego.

## Życiorys
W 1955 ukończyła studia z ekonomii politycznej na Uniwersytecie w Saarbrücken. Pracowała jako sekretarz redakcji „Letzebuerger Arbechter-Verband” (od 1949 do 1963), współpracowała z biurem kontaktowym luksemburskich związkowców przy Europejskiej Wspólnocie Węgla i Stali. W latach 60. w Brukseli pełniła funkcję sekretarza generalnego związków zawodowych skupiających pracowników sektora rolnego i przemysłu spożywczego.
Karierę polityczną zaczynała w lewicowej Luksemburskiej Socjalistycznej Partii Robotniczej. W latach 1963–1971 stała na czele frakcji kobiet tego ugrupowania. Przeszła następnie do Partii Socjaldemokratycznej, a po rozwiązaniu PSD (w 1984) wstąpiła do centroprawicowej Chrześcijańsko-Społecznej Partii Ludowej.
Przez trzydzieści (od 1970 do 2000) lat była radną Schifflange, przez piętnaście (od 1970 od 1985) burmistrzem tej miejscowości. W latach 70. i 80. zasiadała w luksemburskiej Izbie Deputowanych. Była przewodniczącą frakcji parlamentarnej PSD, a także członkiem prezydium Izby Deputowanych.
Mandat deputowanej do Parlamentu Europejskiego po raz pierwszy sprawowała w okresie 1965–1974. Później do 1982 wchodziła w skład działającego przy Komisji Europejskiej komitetu doradczego ds. konsumentów. Ponownie do Europarlamentu została wybrana w wyborach powszechnych w 1989. Od tego czasu skutecznie ubiegała się o reelekcję w 1994, 1999 (mandat objęła kilka miesięcy po rozpoczęciu V kadencji), 2004 i 2009.
Odznaczona m.in. Krzyżem Komandorskim Orderu Zasługi Republiki Włoskiej i Krzyżem Oficerskim Orderu Zasługi Wielkiego Księstwa Luksemburskiego.